# Tchadisk kulturcenter
Tchadisk kulturcenter er en institution, som ligger i Moa, Tchad. 
| Bygning eller seværdighed | Spire Denne artikel om en bygning, et bygningsværk eller en seværdighed er en spire som bør udbygges. Du er velkommen til at hjælpe Wikipedia ved at udvide den. |